# Crossaster japonicus
Crossaster japonicus är en sjöstjärneart som först beskrevs av Fisher 1911.  Crossaster japonicus ingår i släktet Crossaster och familjen solsjöstjärnor. Inga underarter finns listade i Catalogue of Life.